# ドゥルランゲン
ドゥルランゲン (ドイツ語: Durlangen) は、ドイツ連邦共和国バーデン＝ヴュルテンベルク州シュトゥットガルト行政管区のオストアルプ郡に属す町村（以下、本項では便宜上「町」と記述する）である。

## 地理

### 位置
ドゥルランゲンは、シュヴェービッシュ・アルプの東端、シュヴェービッシュ・グミュントの北約 6 km に位置し、自然領域上はヴェルツハイムの森に属す。

### 隣接する市町村
この町は、北はシュプライトバッハ、北東はルッパーツホーフェン、東はテーファーロート、南はシュヴェービッシュ・グミュントおよびムートランゲン、西はレムス＝ムル郡のアルフドルフと境を接している。

### 自治体の構成
この町は、ドゥルランゲン、ターナウ、ツゥンマーバッハの3つの村落と、いくつかの小集落で構成されている。

### 土地利用
| 土地利用種別面積 | 農業用地 | 森林   | 住宅地 | 産業用地 | 交通用地 | 水域  | レジャー用地 | その他 |
| ---------------- | -------- | ------ | ------ | -------- | -------- | ----- | ------------ | ------ |
| 面積 (km2)       | 4.92     | 3.72   | 0.68   | 0.13     | 0.55     | 0.10  | 0.04         | 0.29   |
| 占有率           | 47.2 %   | 35.6 % | 6.6 %  | 1.3 %    | 5.2 %    | 1.0 % | 0.4 %        | 2.8 %  |

州統計局の2014年現在のデータによる。

## 歴史
ドゥルランゲンは、19世紀初めからオーバーアムト・グミュントに属した。これは後にシュヴェービッシュ・グミュント郡となった。この郡は、1973年の郡の再編によって廃止され、この町は新たに設けられたオストアルプ郡に編入された。

## 住民

### 宗教

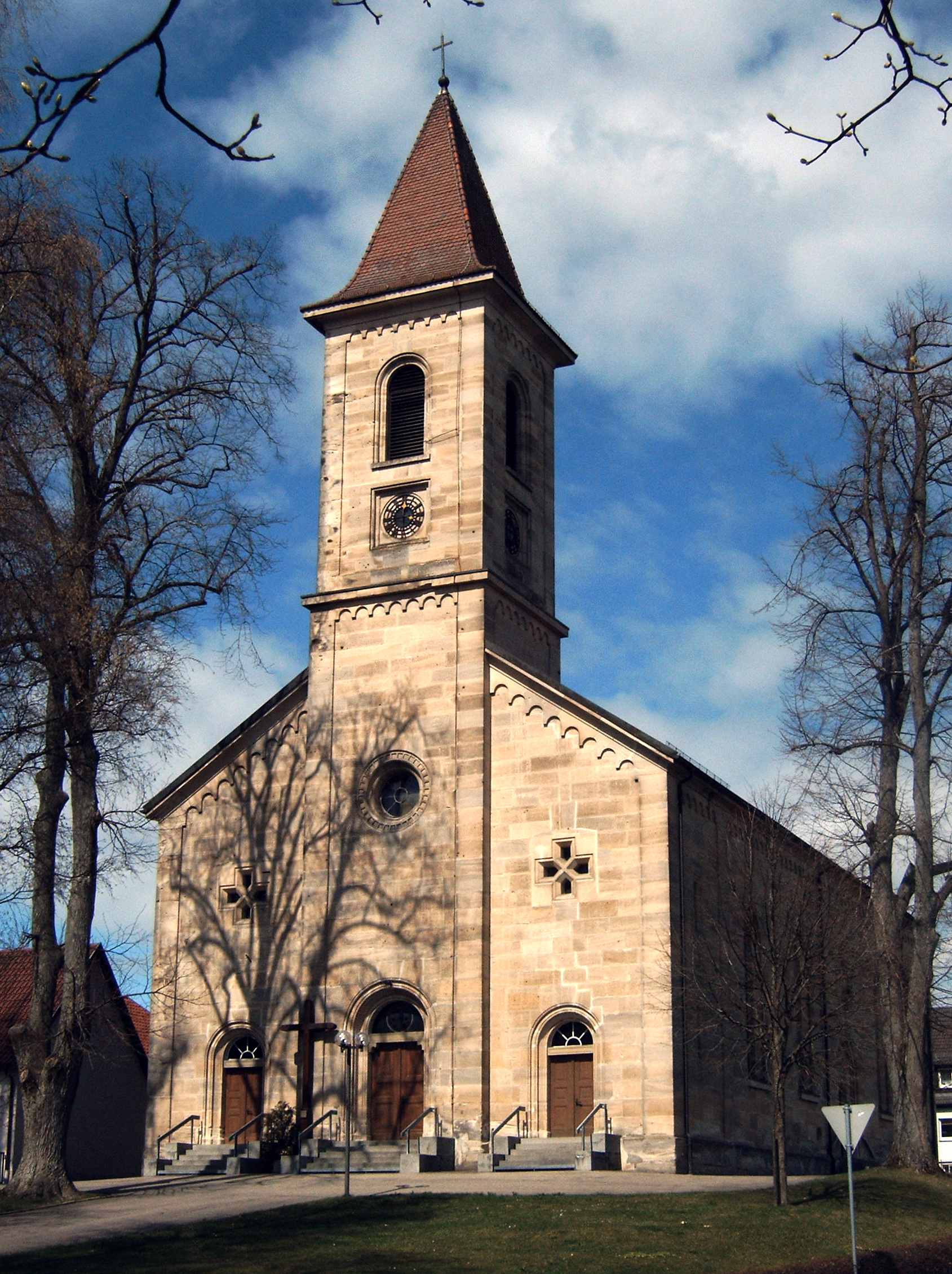
聖ツィリーアクス教会

ツィンマーバッハのカトリック聖ツィリーアクス教会は、1853年に建設された。
ターナウ地区には聖アンナ巡礼礼拝堂がある。塔と本堂はロマネスク時代、内陣室は後期ゴシック時代のものである。特に15世紀の「聖アンナと聖母と幼児キリスト」と「ピエタ」の絵によって聖アンナ礼拝堂は多くの巡礼者の目的地となっている。
- ターナウの聖アンナ巡礼礼拝堂
- 聖アンナ巡礼礼拝堂の内陣室

## 行政

### 行政連合
この町は、ムートランゲンに本部を置くシュヴェービッシャー・ヴァルト自治体行政連合に加盟している。

### 町議会
この町の議会は、12議席で構成されている。

### 首長
1994年から町長職にあるディーター・ゲルシュトラウアーは、2010年1月の選挙で 97.2 % の支持票を得て再選された。

### 紋章
図柄: 赤地。緑の三峰の山上に銀のモミの木。
この紋章は、ドゥルランゲン町内の森の豊かさを表している。紋章の銀と赤の配色は旧帝国都市シュヴェービッシュ・グミュントの紋章が採用していた色であり、この町の土地領主であるグミュントの貴族を表している。
町の旗は白 - 赤である。
町は、1957年9月19日にバーデン＝ヴュルテンベルク州内務省から現在の紋章と旗の使用を認可された。

## 経済と社会資本

### 教育
ドゥルランゲンには、基礎課程学校が1校ある。最寄りの上級学校は、ムートランゲンの実科学校および本課程学校である。さらに上級の学校はシュヴェービッシュ・グミュントにある。